# 스피드 스키

스피드 스키(영어: Speed skiing)는 스키 경기 중 하나로 가파른 슬로프를 미끄러져 시속을 겨루는 경기이다.
정해진 길이의 스키 슬로프에서 정해진 시간 동안 가능한 한 빠른 속도로 직선으로 내리막길을 타는 스포츠이다. 경쟁에는 두 가지 유형이 있다. 기존 속도 기록을 깨거나 주어진 경쟁에서 가장 빨리 달리는 것이다. 스피드 스키어는 정기적으로 시속 200km(124mph)를 초과한다.

## 역사
스피드 스키의 역사는 1898년 미국 토미 토드(Tommy Todd)가 시작했으며 시속 87마일(140km/h)로 보고되었다. 공식 기록은 1932년 레오 가스펄(Leo Gasperl)이 달린 89mph(143km/h)로 시작되었다. 1956년 동계 올림픽을 위해 훈련하는 동안 미국 다운힐 선수 랄프 밀러(Ralph Miller)는 100mph(161km/h)를 처음으로 돌파한 것으로 인정된다. 1955년 8월 칠레의 포틸로(Portillo)에서 약 109mph(175km/h)로 15년 동안 유지된 기록이다.
1978년 역시 포틸로에서 미국인 스티브 맥키니(Steve McKinney)는 200.2km/h(124.4mph)의 기록적인 달리기로 200km/h(124.3mph)의 장벽을 처음으로 돌파했다. 레 아르크(Les Arcs) 스피드 스키 코스의 알베르빌(Albertville) 1992 동계 올림픽에서 시범 스포츠였지만 여러 차례 사망이 발생한 후 너무 위험한 것으로 간주되었다.

## 같이 보기
- 알파인 스키
- 스키 크로스
- 스노보드 크로스
- 스피드스케이팅